# 西洛什波戈尼
西洛什波戈尼，是匈牙利诺格拉德州所辖的一个村。总面积14.40平方公里，总人口331，人口密度23.0人/平方公里（2011年1月1日）。